# Minix
Миникс је оперативни систем који је клон Јуникса, базиран на микро-језгру и креиран од стране професора Ендру С. Таненбаума у педагошке сврхе, био је намерно осиромашен како би га ученици могли потпуно разумети за време једног семестра, и који је послужио као инспирација Линус Торвалдсу за креирање Линукса.
Ендру Таненбаум је првобитно користио Lion's Book са Unix Time-Sharing System 6 како подршку својим часовима, међутим AT&T забрањује његово коришћење у педагошке сврхе. Ендру Таненбаум је због тога креирао Миникс да би заменио Unix Time-Sharing System 6, прва верзија изашла је 1987. године.
Изворни код Миникса је штампан у славном делу Ендру Таненбаума Оперативни Системи: Дизајн и Имплементација. Од априла 2000, дистрибуира се под BSD лицинцом.
Трећа верзија Миникса је званична од 24. октобра 2005. Још увек је у развоју иако је стабилна верзија Миникса 3.1.2, расположива на сајту Миникса 3. Део програма који долазе са дистрибуцијом су издати под ГНУ - општом јавном лиценцом.